# ۱۰۸۲ (میلادی)
۱۰۸۲ (میلادی) هزار و هشتاد و دومین سال تقویم میلادی است.

## زادگان
- ۲ نوامبر – امپراتور هوئی زونگ، نقاش و شاعر چینی (د. ۱۱۳۵)